# Sarsen
Les pierres de sarsen sont des blocs de grès que l'on trouve en grande quantité au Royaume-Uni : dans la plaine de Salisbury, les Marlborough Downs, le Kent, et en moindre quantité dans le Berkshire, l'Essex, la région d'Oxford, le Dorset et le Hampshire. 

## Étymologie

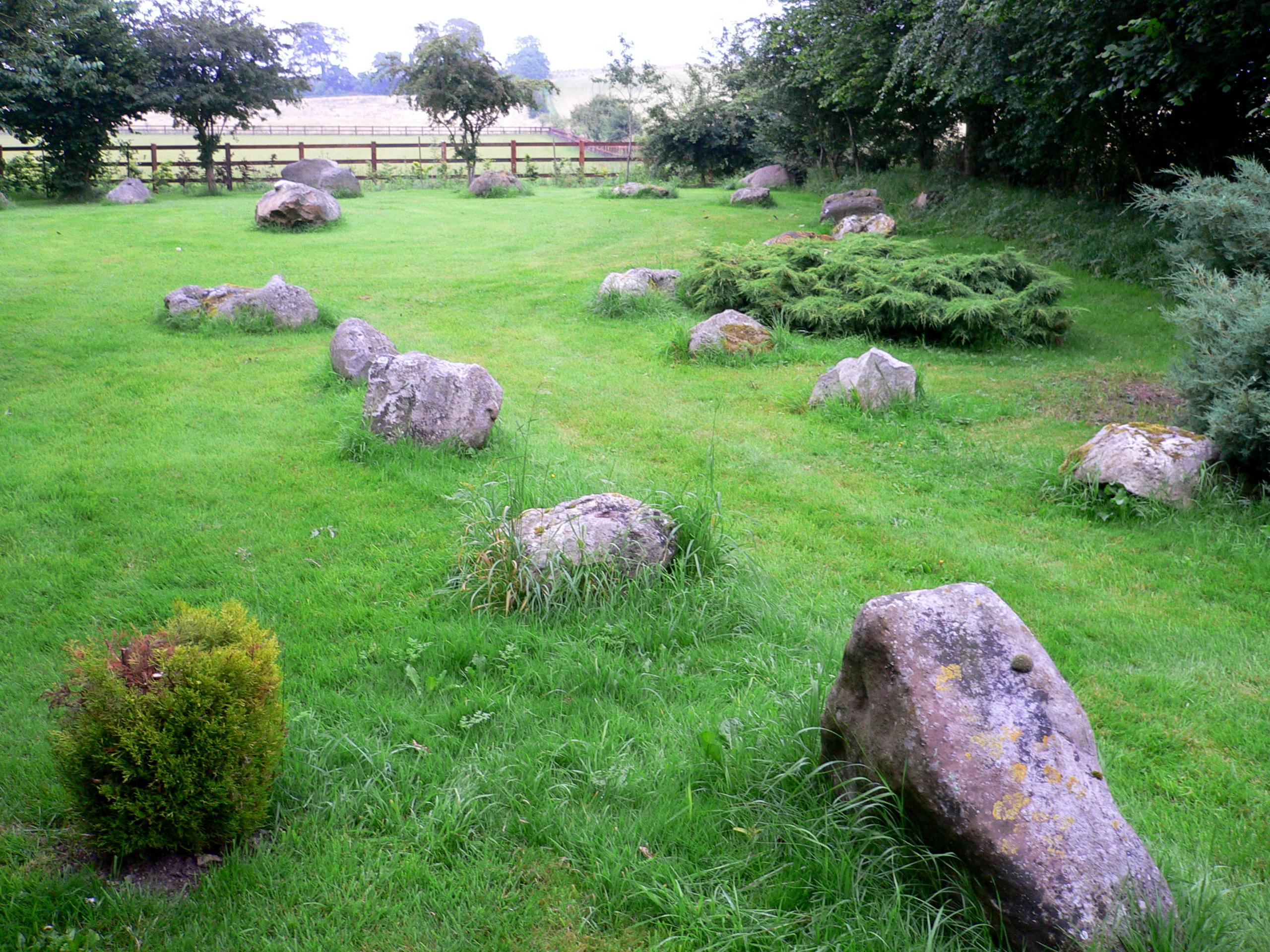
Des sarsens, dans le Wiltshire.

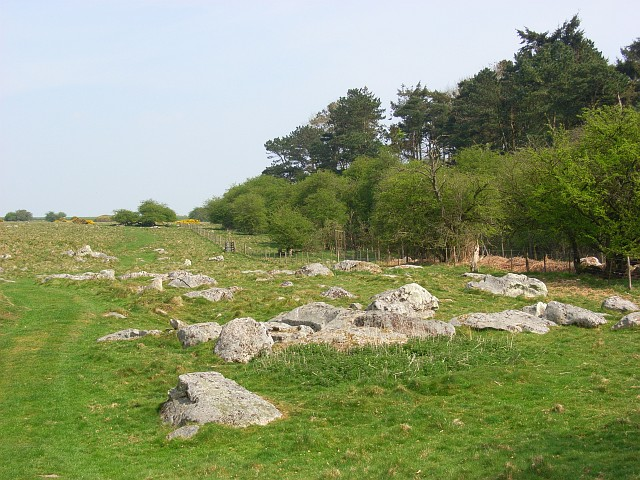
Affleurement de sarsens, dans les Marlborough Downs.

Le mot anglais « sarsen » (prononciation : ['sa:sǝn]), dont l’étymologie remonterait au vieux mot saracen (« sarrasin »), est une abréviation de « Saracen stone ». « Sarrasin » est utilisé dans cette expression comme synonyme de « païen » : « sarsen » signifie donc « pierre des païens » en raison de l'utilisation des blocs dans les monuments mégalithiques antérieurs à la christianisation.

## Géologie
Ces grès « sarsen » ont été formés au-dessus de la craie par l’agglomération d’une couche régulière de sable siliceux dont ils ont gardé l’épaisseur relativement constante et les deux plans principaux naturellement parallèles.
Ils sont les restes post-glaciaires d'une plate-forme de silcrète tertiaire qui couvrait autrefois une grande partie du sud de l'Angleterre, formant une roche compacte et dure formée par des grains de sable liés entre eux par un ciment siliceux, qui en fait une sorte de grès silicifié. Ce phénomène s'est étendu du Néogène jusqu'à l'érosion du Quaternaire par la silicification des sédiments du Paléocène supérieur du groupe de Lambeth, résultant de la lixiviation acide.

## Utilisations humaines
Les bâtisseurs de Stonehenge ont utilisé ces pierres pour la Heel Stone et pour les piliers du cercle de sarsens. Les cercles et alignements d'Avebury et de nombreux autres monuments mégalithiques du sud de l'Angleterre sont également construits avec des pierres de sarsen, éparses dans le territoire et facilement disponibles. Elles ont été taillées par l'effet du feu jusqu'à obtention de blocs d'une taille appropriée aux différents projets.
Le sarsen n'est pas pour autant un bon matériau de construction : William Stukeley écrit que « le sarsen est toujours humide en hiver, ce qui en fait une pierre malsaine, qui pourrit les meubles ». Malgré ces inconvénients, le sarsen reste très apprécié pour sa durabilité, qui en fait un excellent matériau pour les marches d'escaliers et les bordures de trottoirs.

## Sources
1. ↑  Atkinson, Stonehenge, p. 36
2. ↑  (en) « Definition of SARSEN », sur webster.com (consulté le 9 septembre 2020).
3. ↑  Sarsen stones in Winchester, sur le site de la ville de Winchester
4. ↑  (en) J. Stewart Ullyot, « Distribution, petrology and mode of development of silcretes (sarsens and puddingstones) on the eastern South Downs, UK », Earth Surface Processes and Landforms, vol. 29, no 12,‎ 2004 (DOI 10.1002/esp.1136)
5. ↑  Bruce Bedlam The stones of Stonehenge
6. ↑  Stone ring of Avebury, sur le site de Places of Peace and Power